# کمدی چینی
کمدی چینی (انگلیسی: Chinese comedy) تاریخی طولانی دارد که به‌دوره‌ی دودمان ژو برمی‌گردد؛ زمانی که اشراف در خانه‌های‌شان دلقک داشتند. در این زمان افراد طبقات بالای اجتماعی عمیقاً متأثر از آموزه‌های کنفوسیوس بودند، و در نتیجه نمایش‌های کمدی غالباً نگاهی از بالا به‌پایین به‌چین فئودال داشتند. در اواخر دوره‌ی دودمان چینگ و در دوره‌ی جمهوری چین، انواع متفاوت کمدی در شهرهای بزرگ شکوفا شد، و ژانر کمدی ـ درام ژیان‌شنگ به‌تدریج به‌وجود آمد. از دهه‌ی ۱۹۸۰، توسعه‌ی سریع رسانه در طول کشور سبب شد شکل‌های جدید کمدی پدیدار شوند، که در میان جمعیت عمومی چین نیز پرطرف‌دار شدند. امروزه پرطرف‌دارترین ژانرهای کمدی چینی عبارت‌اند از: اسکیت چینی، و ژیان‌شنگ.